# Горлова Анастасія Вадимівна
Анастасія Вадимівна Горлова нар. 2 лютого 1995, Львів, Україна) — українська спортсменка, веслувальниця на байдарках, 
чемпіонка Європи.

## Кар'єра
На чемпіонаті Європи 2017 року стала чемпіонкою Європи у парі з Марією Кічасовою на дистанції 200 метрів.
Студентка «Львівського державного училища фізичної культури».